# 斯氏矮長頜魚
斯氏矮長頜魚，為輻鰭魚綱骨舌魚目象鼻魚科的其中一種，分布於非洲剛果民主共和國Katanga流域，體長可達6.5公分。